# Giuseppe Furlanetto
Giuseppe Furlanetto (Padova, 30 agosto 1775 – Padova, 2 novembre 1848) è stato un lessicografo, filologo ed epigrafista italiano. Fu direttore della Stamperia e rettore provvisorio del Seminario di Padova.

## Biografia

### Giovinezza e studi
Figlio di Sante Furlanetto e Angelica Salvato, il 12 novembre 1790 Giuseppe Furlanetto entrò nel Seminario di Padova, dove si dedicò agli studi classici e frequentò le scuole di ebraico e arabo. Dal 1796 approfondì gli studi di teologia e di storia ecclesiastica. Fu ordinato sacerdote nel 1798 e per due anni assunse il ruolo di correttore presso la Stamperia del Seminario, insegnando nel frattempo Umanità nel collegio di Santa Giustina.  
Nel dicembre del 1800 si trasferì a Chioggia, dove fu incaricato dal conte Domenico Cestari di provvedere all'educazione del figlio appena adolescente, ma questa esperienza fu fallimentare. Nel gennaio del 1803, quando la situazione diventò insostenibile, Furlanetto tornò a Padova, dove continuò gli studi personali fino al 1805, quando gli fu assegnata la cattedra di storia sacra presso il Seminario, che mantenne fino all'agosto del 1808. 

### Direttore della Stamperia del Seminario di Padova
Nello stesso anno gli fu assegnata la direzione della Stamperia del Seminario di Padova, che stava attraversando un periodo di difficoltà editoriali ed economiche: la stampa della monumentale Encyclopédie Methodique, iniziata nel 1784 per volere di Giovanni Coi, rettore del Seminario dal 1779 al 1807, richiese una gigantesca disponibilità di uomini e mezzi, ma venne interrotta nel 1797 a causa della conquista francese del Veneto.
Nel 1817, scaduto l'incarico di Direttore della Stamperia, Furlanetto fu nominato professore di lingua greca, ermeneutica biblica ed esegesi neotestamentaria presso la Facoltà Teologica dell'Università di Padova, che era stata ripristinata dal governo austriaco nel 1816 dopo essere stata abolita dai francesi nel 1808. Nel 1819 abbandonò questo incarico per motivi di salute.

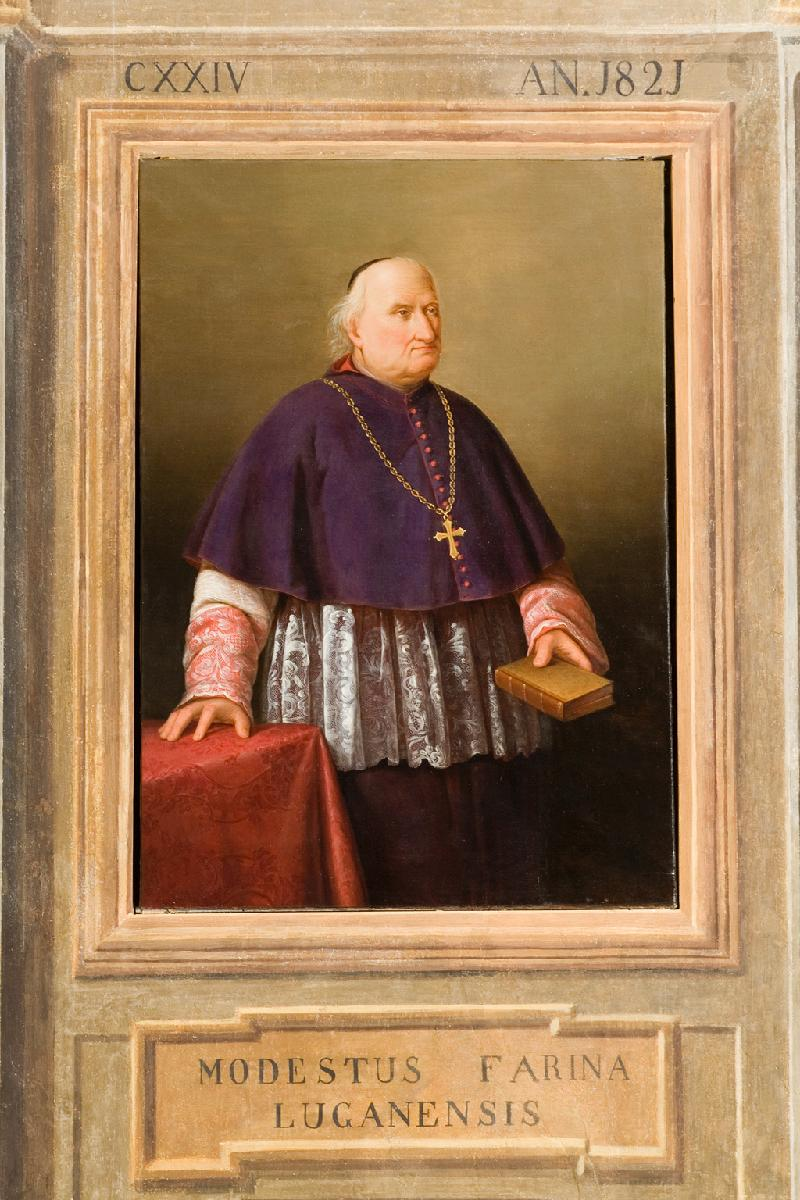
Antonio Ermolao Paoletti, Ritratto del vescovo Modesto Farina, Palazzo Vescovile, Padova

### Rettore del Seminario di Padova
Nel dicembre 1819 venne scelto come rettore provvisorio del Seminario di Padova, ma non fu un'esperienza felice: la difficile situazione economica che il Seminario stava attraversando e la politica attuata dal governo austriaco, che tentava di statalizzare le scuole e alla quale il Furlanetto si adeguò, comportarono numerose critiche nei suoi confronti. Inoltre, i rapporti tra il rettore e il nuovo vescovo di Padova Modesto Farina furono sempre molto tesi. Il vescovo rifiutò più volte le dimissioni di Furlanetto e lo accusò della dilapidazione dei capitali della Stamperia del Seminario, per la quale venne anche sottoposto a un'inchiesta da parte del governo austriaco, anche se il rettore si dichiarò sempre estraneo. Nel luglio del 1822 il vescovo Farina accettò le sue dimissioni. 

### Terza edizione delLexicon Totius Latinitatisdi E. Forcellini
Sollevato dall'incarico di rettore, Furlanetto poté dedicarsi allo sviluppo di una nuova edizione del Lexicon Totius Latinitatis forcelliniano, ma il lavoro fu rallentato da un tumore alla gola che decise di curare sottoponendosi nel settembre del 1823 ad un intervento chirurgico, nonostante il parere contrario di molti medici. 
La pubblicazione dell'opera portò Furlanetto a scontrarsi nuovamente con il vescovo Farina, che era contrario al coinvolgimento della Stamperia del Seminario per motivi economici. Il contrasto fu superato inizialmente grazie alla costituzione di una società editrice di cui facevano parte l'editore Stella di Milano, il libraio Weigel di Lipsia, lo stesso Furlanetto e alcuni professori del Seminario di Padova. Convinto del fatto che avrebbe potuto ricavare nuove voci dai reperti che venivano alla luce dagli scavi più recenti e consapevole dell'importanza del contatto diretto con gli studiosi locali, Furlanetto intraprese nel novembre del 1825 un viaggio che durò quattro mesi tra la Toscana, Roma, Pompei e Napoli. La fase finale del viaggio e il ritorno a Padova furono tuttavia caratterizzati da problemi di salute, che lo resero infermo fino al 1827.  
Tornato a Padova, Furlanetto contribuì alla fondazione dei Musei civici di Padova e continuò instancabilmente il lavoro di revisione del Lexicon. Tuttavia, a causa di nuove incomprensioni con il vescovo Farina, nel 1833 decise di abbandonare il Seminario.

### Ultimi anni
Ritiratosi a vita privata, Furlanetto si dedicò alla redazione di una nuova Appendice del Lexicon e agli studi sull'antica popolazione del Lazio, indagata anche dal punto di vista archeologico ed epigrafico. Il suo forte interesse per le questioni epigrafiche ed archeologiche è testimoniato dai numerosi scambi epistolari che sviluppò con numerosi studiosi italiani ed europei. 
Tra il 1839 e 1841 il Furlanetto compì due viaggi in Dalmazia per visitare i nuovi scavi condotti a Salona e Spalato e nel 1841 si mise in contatto con l'editore francese A. Firmin Didot per la stampa di un Thesaurus linguae Latinae, ma questa iniziativa non ebbe seguito. Nel 1845 compì un viaggio a Napoli, dove partecipò al VII Congresso degli scienziati italiani e si fermò anche a Roma, Genova, Torino, Milano e Parma. 
Oltre all'Accademia di Scienze, Lettere ed Arti di Padova, Furlanetto fu socio di numerose accademie italiane, tra cui l'Accademia di Archeologia e l'Accademia di Lingua Latina di Roma, l'Accademia Pontaniana di Napoli, l'Accademia delle Scienze di Torino e dell'Istituto Veneto. 
Giuseppe Furlanetto morì il 2 novembre del 1848.

## Opere
Nominato direttore della Stamperia del Seminario, Furlanetto riuscì ad aumentare il prestigio della tipografia dando alle stampe tra 1810 e 1812 le Opere di Pietro Metastasio in 17 volumi, per conto dell'editore veneziano Gianandrea Foglierini. Nel 1812 ideò la Collectium Omnium Scriptorum Latinorum in 110 volumi, dei quali però vennero pubblicati solo una ventina. Una prima Appendice al Lexicon Totius Latinitatis di Egidio Forcellini venne data alle stampe nel 1816, grazie anche ai contributi di studiosi italiani ed europei, che Furlanetto invitò a collaborare pubblicando nel 1814 un Avviso sul Giornale dell'italiana letteratura.
Come rettore del Seminario di Padova, Furlanetto curò tra il 1819 e il 1823 la stampa delle Opere epigrafiche di Stefano Antonio Morcelli.

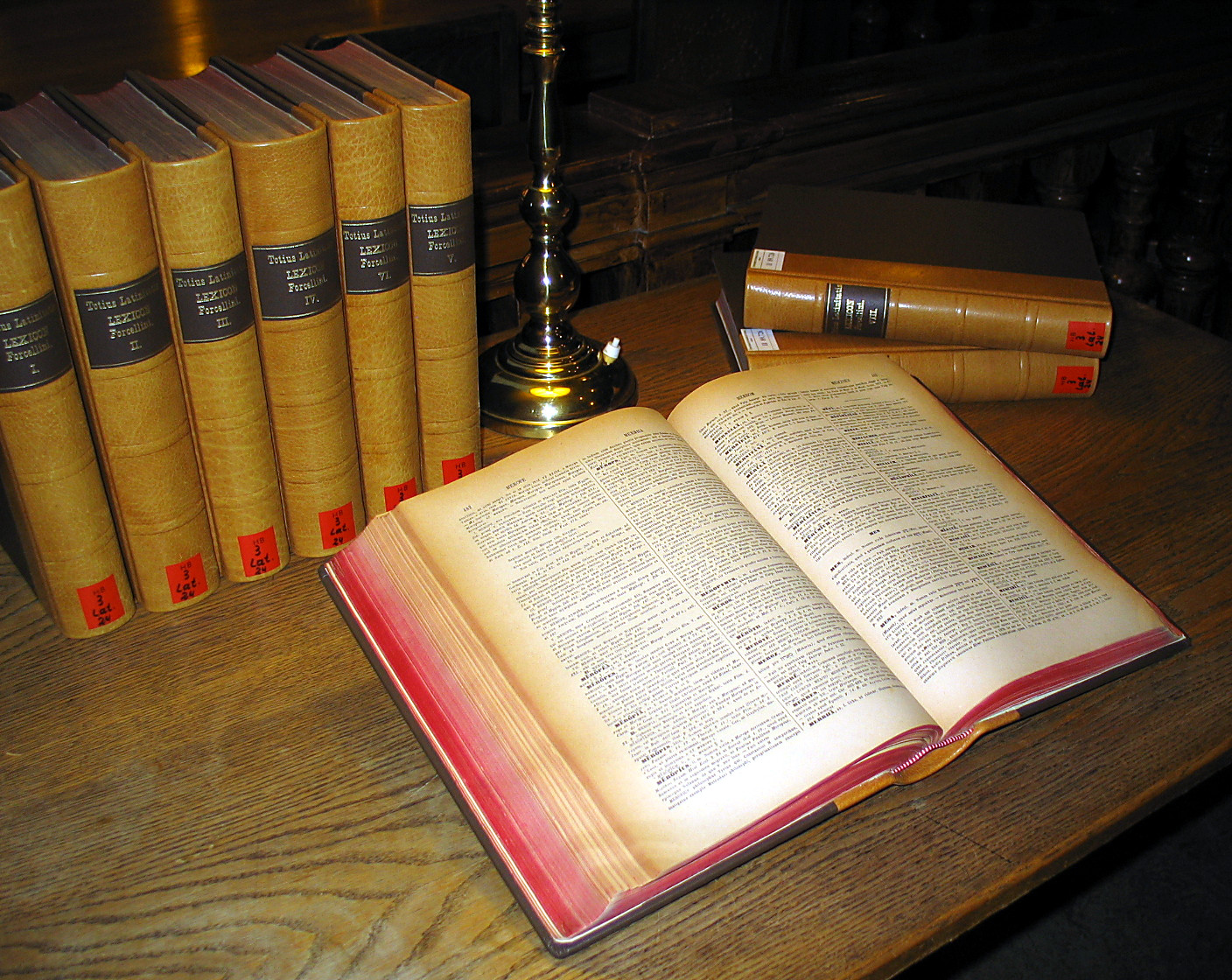
Lexicon Totius Latinitatis di Egidio Forcellini

Una nuova edizione del Lexicon Totius Latinitatis vide la luce nel 1827, dopo che fu risolta la questione della società editrice grazie all'assenso del vescovo Farina. Questa nuova edizione, completata nell'estate del 1834, rappresentò un grande progresso nella lessicografia, in quanto conteneva 5.000 aggiunte e 10.000 correzioni, ricavate dagli studi di Angelo Mai, Luigi Gaetano Marini e grazie alla consulenza di Bartolomeo Borghesi.
Nel 1841 vide la luce l'Appendice della terza edizione del Lexicon Totius Latinitatis.
Furlanetto ebbe sempre un occhio di riguardo per le antichità di Padova, tanto che nel 1837 pubblicò Le antiche lapidi del Museo di Este illustrate e nel 1847 fu pubblicata l'opera Le antiche lapidi patavine illustrate, che forniva le illustrazioni di 825 iscrizioni e accrebbe la sua fama come epigrafista.